# Obanliku
Die Sprache Obanliku (auch abanliku genannt; ISO 639-3: bzy) ist eine Bendi-Sprache aus der Sprachgruppe der Cross-River-Sprachen, die von insgesamt 65.000 Personen im nigerianischen Bundesstaat Cross River gesprochen wird.
Viele Obanliku-Sprecher beherrschen auch das Alege [alf]. Das Obanliku hat mehrere Dialekte: bebi, busi, basang, bisu (gayi) und bishiri. Die Volksgruppe, die diese Sprache spricht, sind die Obanliku.